# كوجي توتاني
كوجي توتاني (戸谷公次 توتاني كوجي)؛ (12 يوليو 1948 - 6 فبراير 2006)، مؤدي أصوات ياباني.

## أدواره في الأنمي

### مسلسلات أنمي تلفزيونية
- خيميائي الفولاذ - دكتور تيم ماركو
- ساموراي تشامبلو - شيغي
- AIR - والد ميناغي تونو
- دراغون بول - دراكولامان
- دراغون بول Z - كوي
- دراغون بول GT - دون كي
- قبضة نجم الشمال - جاغي
- سينت سيا - كابريكورن شورا، كايتوس موزس
- ناروتو - هوكي

### أوفا أنمي
- البدلة المتنقلة جاندام 0080 حرب في الجيب - القائد كيلينج
- البدلة المتنقلة جاندام 0083 ستاردست ميموري - ألفا أ. بيت
- هاجيمي نو إيبو Champion Road - مدرب نادي كيمورا

### أفلام أنمي
- سينت سيا: أسطورة الشباب القرمزي - كابريكورن شورا

## أدواره في ألعاب الفيديو
- سلسلة ألعاب ميتال غير - ريفولفر أوسلات
- بيرسونا 3 - تاكيهارو كيريجو

## أدواره في الدبلجة اليابانية
- المتحولون - ميناسور، سكاي لينكس

## وصلات خارجية
- كوجي توتاني على موقع IMDb (الإنجليزية)
- كوجي توتاني على موقع قاعدة بيانات الفيلم (الإنجليزية)
- كوجي توتاني على موقع كينوبويسك (الروسية)
- كوجي توتاني على موقع ANN person (الإنجليزية)